# Gobiodon multilineatus
Gobiodon multilineatus es una especie de peces de la familia de los Gobiidae en el orden de los Perciformes.

## Morfología
Los machos pueden llegar a alcanzar los 3,5 cm de longitud total.

## Distribución geográfica
Se encuentran en las Islas Ryukyu y en el Mar de la China Meridional.

## Observaciones
Es inofensivo para los humanos.